# Malacosteus
Genre
Malacosteus est un genre de poissons vivant près des abysses, dans la zone aphotique.
Ils sont classés dans la sous-famille des Malacosteinae dans la famille des Stomiidae, ou bien dans une famille à part, celle des Malacosteidae.
Le nom Malacosteus est dérivé du grec malakos signifiant « mou » et d'osteon signifiant « os ». En anglais, les espèces de ce genre sont aussi appelées "rat-trap fish", signifiant "poisson piège à rats", en raison de la structure ouverte et peu commune de leurs mâchoires.

## Description
Malacosteus niger est un poisson prédateur qui mesure de 15 à 40 cm de long.

## Une bioluminescence particulière
Le genre Malacosteus et les genres Aristostomias et Pachystomias sont les seuls poissons qui produisent la bioluminescence rouge, grâce à un photophore placé sous chaque orbite, et un repli de peau sous leur œil les empêchant d'être éblouis par leur propre lumière. Étant donné que la majeure partie de leurs proies ne sont pas capables de percevoir la lumière correspondant à ces longueurs d'onde, ceci permet aux Malacosteus de chasser avec un faisceau de lumière "invisible".
De plus, les Malacosteus sont les seuls animaux employant un dérivé de chlorophylle pour percevoir la lumière rouge. Ils tireraient ce pigment des copépodes qu'ils consomment.

## Répartition et habitat

### Répartition géographique
On les trouve dans les océans du monde entier, excepté l'Arctique et la région bordant l'Antarctique.
M. Niger est trouvé entre 66° N et 33° S, à l'exception de la mer Méditerranée, alors que M. australis est trouvé dans la zone de transition méridionale entre 25° et 45° S, dans le courant circumpolaire antarctique. M. Niger semble être remplacé par M. australis en dessous de 30° S, alors que M. australis n'est pas aperçu au nord de cette latitude en dehors de l'océan Indien et de l'archipel Indo-Australien.

### Habitat
Les deux espèces sont habituellement trouvées dans la zone mésopélagique, à plus de 500 mètres de profondeur. Les Malacosteus sont les seuls Stomiidés connus qui ne semblent pas effectuer de migration verticale journalière vers la surface.

## Taxinomie

### Des espèces en ballotement
Par le passé, ce genre a contenu trois espèces : M. niger (l'espèce type), M. choristodactylus et M. danae, avec la validité des deux dernières contestées par différents auteurs à diverses reprises.
En 2007, Kenaley a examiné plus de 450 spécimens d'espèce de Malacosteus, et a mis à jour le genre avec deux espèces : Malacosteus niger et Malacosteus australis.

### Liste d'espèces
Selon FishBase :
- Malacosteus australis Kenaley, 2007
- Malacosteus niger Ayres, 1848

Pour le moment, l'ITIS et WoRMS en sont restés à :
- Malacosteus indicus Günther, 1878
- Malacosteus niger Ayres, 1848

#### Taxons synonymes
Selon FishBase :
- Malacosteus indicus Günther, 1878, synonyme de Malacosteus australis
- Malacosteus choristodactylus Vaillant, 1888, synonyme de Malacosteus niger
- Malacosteus danae Regan & Trewavas, 1930, synonyme de Malacosteus niger
- Malacosteus indicus Günther, 1878, synonyme de Malacosteus niger

### Source
- (en) Cet article est partiellement ou en totalité issu de l’article de Wikipédia en anglais intitulé « Stoplight loosejaw » (voir la liste des auteurs).